# Distretto di Chellala
Il distretto di Chellala è un distretto della provincia di El Bayadh, in Algeria.

## Comuni
Il distretto di Chellala comprende 2 comuni:
- Chellala
- El Mehara